# Oostkapelle
Ne doit pas être confondu avec Oost-Cappel.

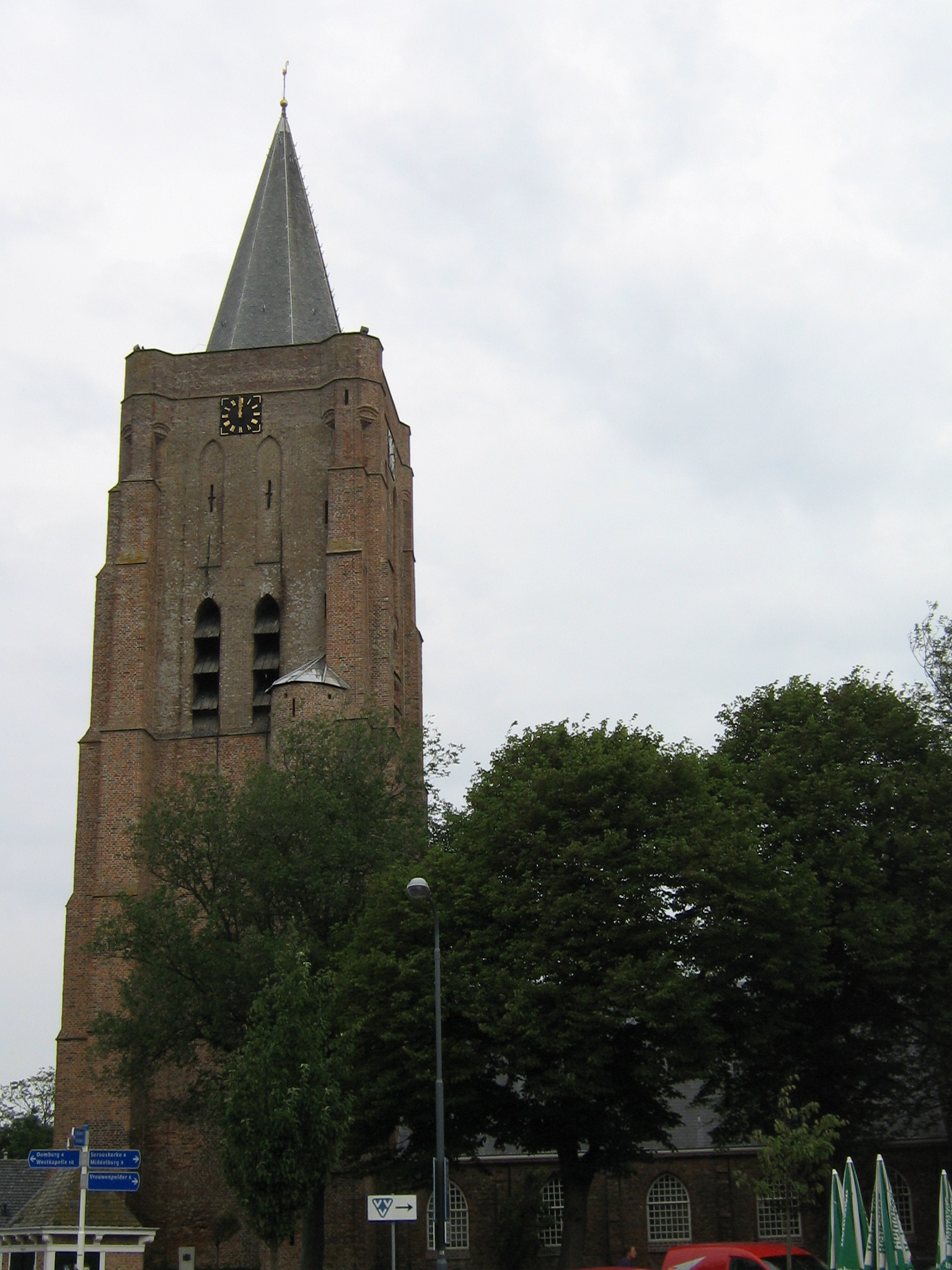
L'église d'Oostkapelle.

Oostkapelle est un village de la commune néerlandaise de Veere, en Zélande, sur l'ancienne île de Walcheren. Elle comptait au 1er janvier 2005 2607 habitants et forme ainsi l'un des plus gros noyaux d'habitations de Veere. Le centre du village est essentiellement constitué de vieilles fermes.

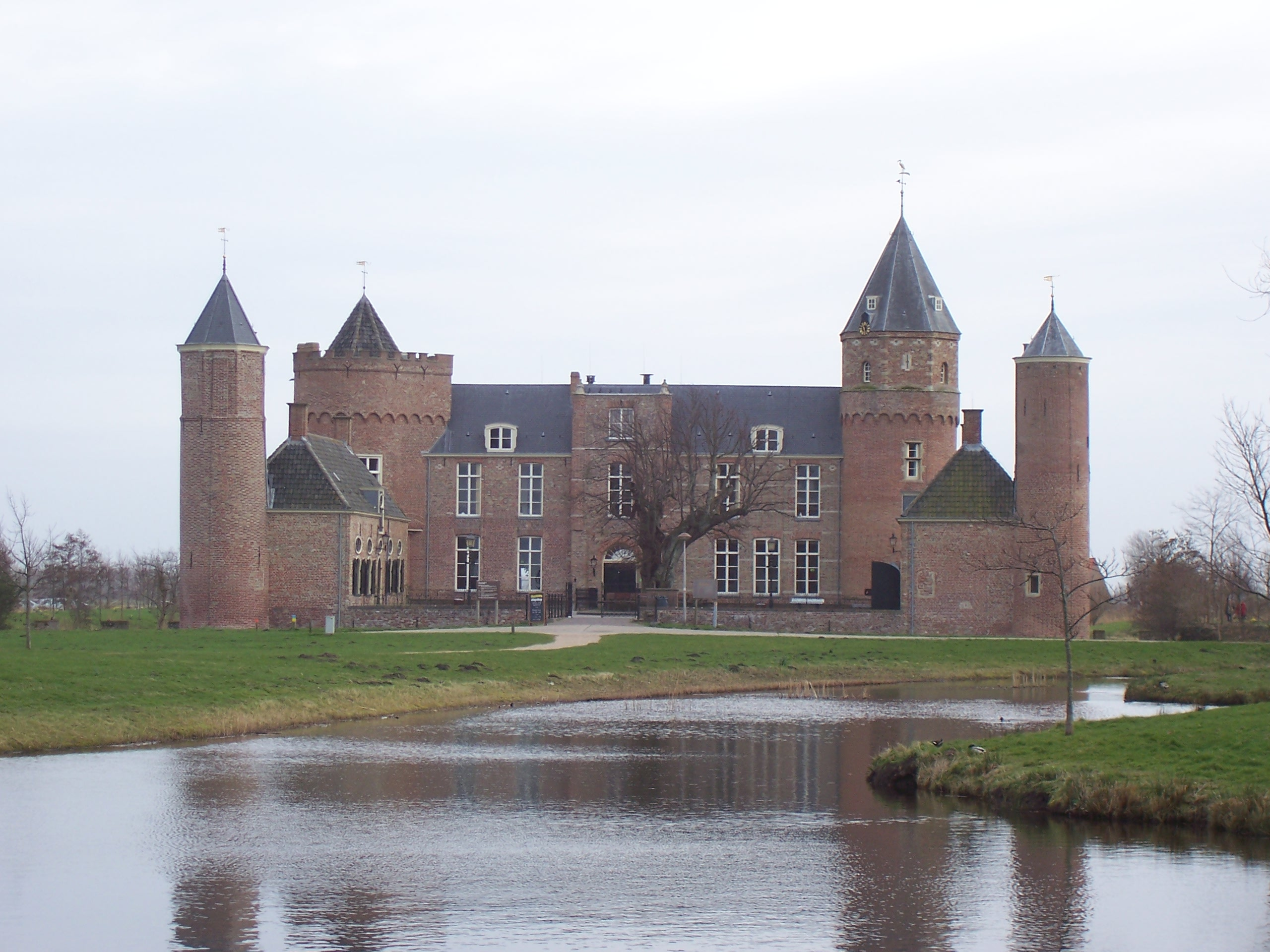
Le château de Westhove

Le nom de Oostkapelle vient du fait que l'église du village servait d'amer, de point de repère sur la côte, par les marins zélandais, par rapport à celle de Westkapelle. Tandis que Westkapelle a évolué à partir du Moyen Âge pour devenir un village fortifié, Oostkapelle est resté un village d'agriculteurs.
Suivant l'exemple de Dombourg et Zoutelande, Oostkapelle a profité de la proximité de sa vaste plage pour devenir une station balnéaire.
Oostkapelle était une commune indépendante jusqu'au 1er juillet 1966, date de son rattachement à la commune voisine de Dombourg. Depuis le 1er janvier 1997, Oostkapelle et Dombourg sont rattachés à Veere.